# Kévés György
Kévés György (Ősi, 1935. március 20. – Budapest, 2024. március 9.) a Nemzet Művésze címmel kitüntetett Ybl-díjas és Kossuth-díjas magyar építész.

## Életpályája
Ifjúságát Sopronban töltötte, itt járta iskoláit is. Sopron tette építésszé, igazán ez a város inspirálta a szakmára, ettől kapott kedvet a szakmához.
1954–1959 a Budapesti Műszaki Egyetem Építészmérnöki Karára járt. Pályája jelentős állomása volt 1956, amikor részt vett a forradalmi eseményekben, s utána egész családjával együtt Ausztriába disszidált, de három napos traiskircheni tartózkodás után visszajött, és csak utána fejezte be az egyetemet.
1959–1961 között az Agrotervben és az Élterv-ben dolgozott. 1961–1983-ig az Ipari Épülettervező Vállalat tervezője lett, ahol számos középülettervet készített. Többek között, a Székesfehérvári Könnyűfémmű iroda és laboratóriumi épületét (1964–1968), Esztergomban a Labor Műszeripari Művek konyha – étterem – kultúrterem épületét (1969–1971), a KGM székházát a Margit körúton (Farkas Ipollyal és Mészáros Gézával). 

## Munkássága
A FŐBER 1970 évi megbízására kidolgozott, hazai gyártóbázisra alapozva egy „könnyűszerkezetes rendszert”, elsősorban iskola – óvoda – bölcsőde építés céljára. E szerkezeti rendszer felhasználásával épült Zuglóban 24+6 tantermes általános iskola, A MRT óvodája a Budapest, II. Völgy utcában, Úttörő és Ifjúsági ház (ma: Óbudai Művelődési Központ) Budapest, III. San Marco utcában. Kévés tervei szerint épült az 1980-as években, a Sopron belvárosában a Szent György utca és az Új utca találkozásánál egy foghíj-beépítéses házsor.
1964-től magánpraxist is folytatott feleségével, Földvári Éva építésszel. Ezen időszak jelentős alkotásai közé sorolhatók a Budán épült teraszházak egész sora (pl. 1966–67-ből Budapest, XI. Meredek utca 50-56.).
1983–1985 között a „Stúdió R” építészeti tervezőiroda alapítója és igazgatója, 1987–1992 között KÁVA építésziroda, majd 1992-től a „Kévés és Építésztársai Rt” igazgatója. „Ahogy Kévés György állítja, a magyar építészet 1919-ig tartott, Steindl, Ybl, Lechner, Hauszmann korszaka volt ez, a nevezettek maguk is vállalkozók voltak.” E meggondolások mentén érthető, hogy „Kévés és Építésztársai Rt.” nemcsak megtervezték az Orczy téri városközpontot, hanem maguk is finanszírozták.
1999-ben létrehozta a Kévés Stúdió Galériát is, mely helyiség kiállítóteremként működik és a Józsefvárosi Galéria szellemiségét viszi tovább. Elsősorban a művészetek, az esztétikum ügyét szolgája. Az elmúlt tíz év alatt[mikor?] több mint 40 kiállítást rendeztek itt.
Fentieken túl Kévés 1963–1976 között a Budapesti Műszaki Egyetem meghívott oktatója volt, 1974–1984 között tanított a MÉSZ mesteriskoláján, 1981-, 1983- és 1991-ben a St. Louis-i Washington Egyetem vendégelőadója volt. Tagja volt a Magyar Építőművészek szövetségének, és a Budapesti Építészkamarának.

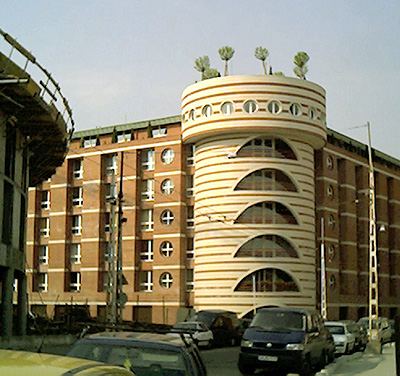
Csobánc Társasház az Orczy Fórumban (2001)

## Díjai, elismerései
- 1973. Ybl-díj
- 1998. FIABCI-díj[4]
- 2001. International Construction Award aranyszobra

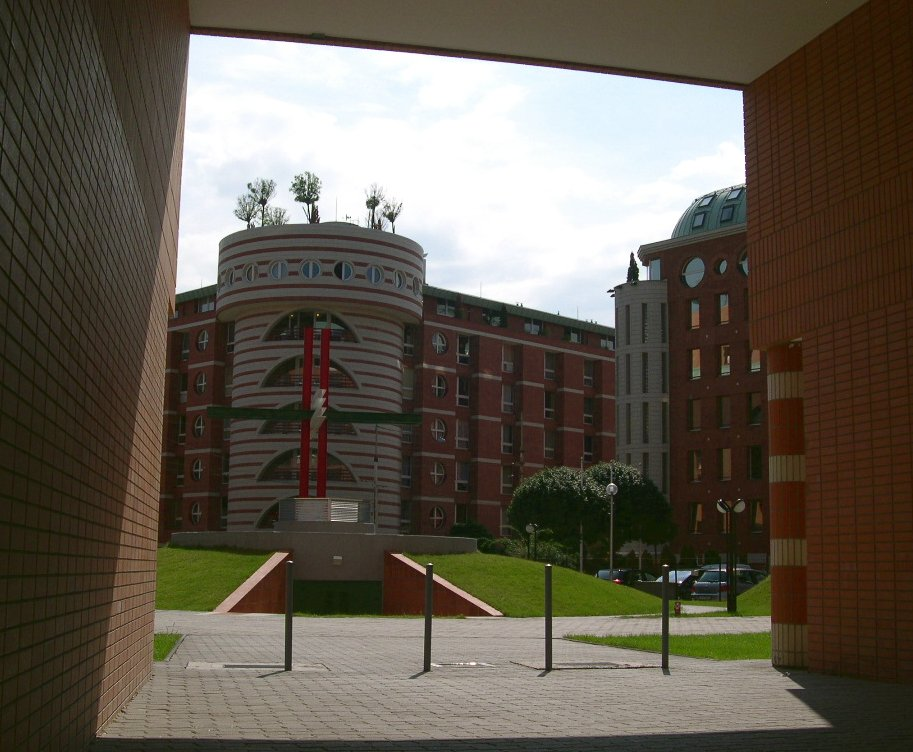
Orczy Fórum

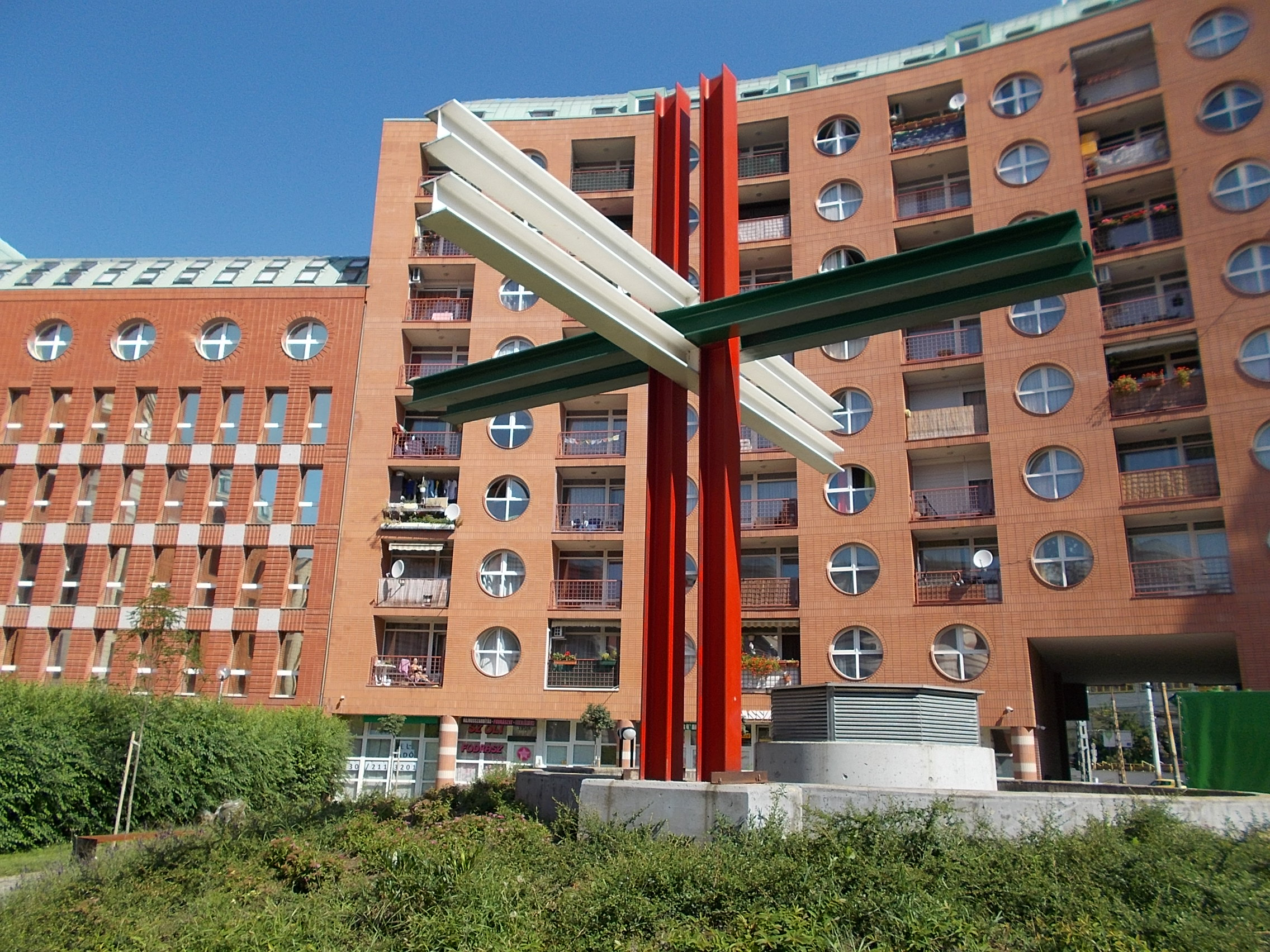
Kápolna feletti kereszt az Orczy Fórumban

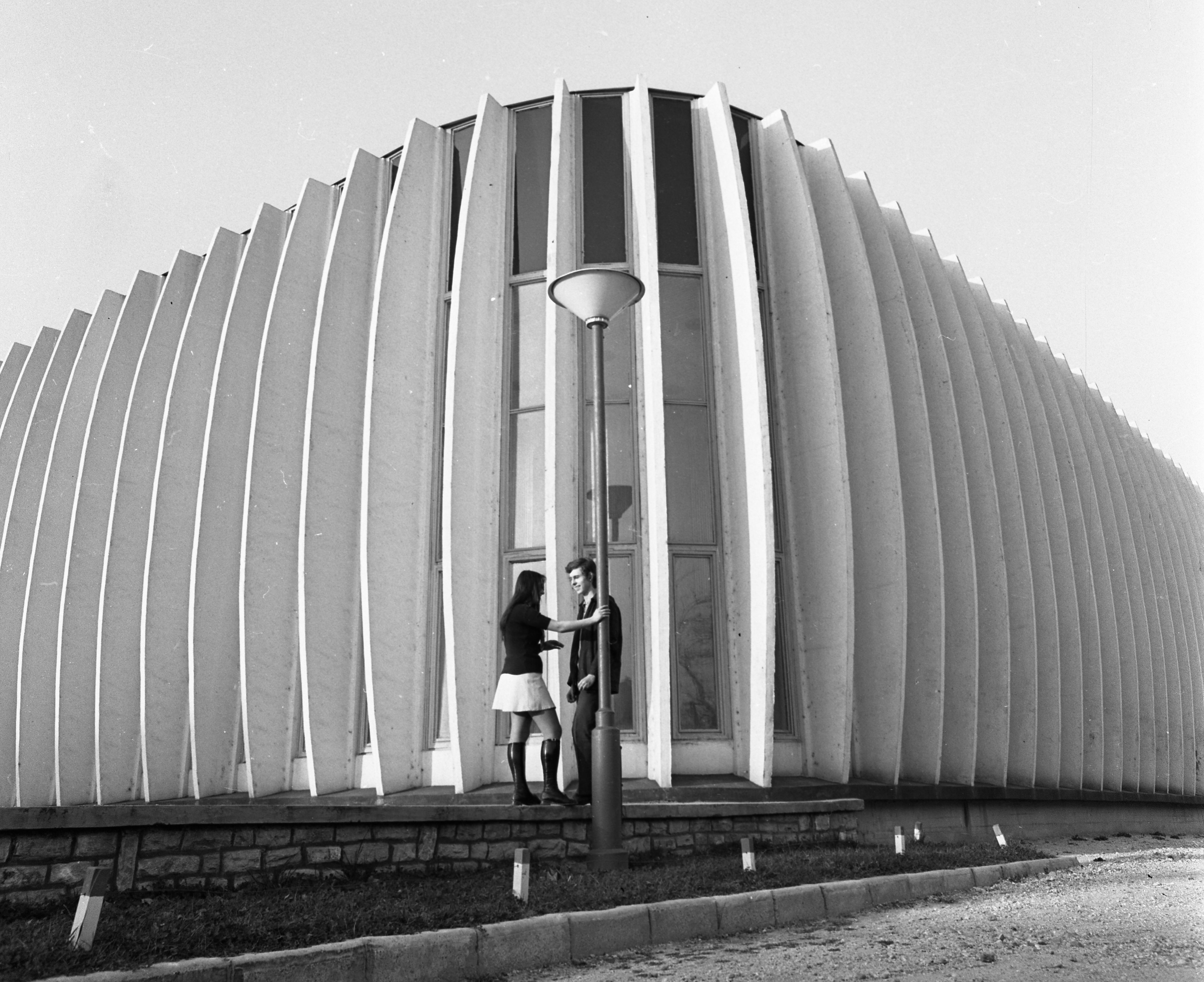
Az esztergomi „Tökház”

- 2006. Diamond Eye Award (Párizs)
- 2007. Kossuth-díj
- 2007. Príma díj
- 2008. Magyar Művészetért díj
- 2008. Budapestért díj[5]
- 2009. FIABCI-díj (Orczy Fórumért)
- 2022. A Nemzet Művésze

## Művei
- 1964–1968: Budapest, II. Margit körút, KGM székház (Farkas Ipollyal és Mészáros Gézával)
- 1964–1968: Székesfehérvár. Könnyűfémmű Központi iroda és laboratórium
- 1966–1968: Budapest, XI. Meredek utca 52-56 teraszházak
- 1966–1968: Lakóházak (Alsó Törökvész út)
- 1967: Budavári lakóház terv. (Balázs Györggyel)
- 1969–1971: Esztergom. Labor Műszeripari Művek Konyha – étterem – kultúrterem – „Tökház”
- 1970: Hazai gyártóbázisokra támaszkodó „könnyűszerkezetes rendszer” kidolgozása, elsősorban iskola – óvoda – bölcsőde építése céljából. (FŐBER megbízás)
- 1971–1972: Budapest, II. Völgy utca 1. MRT óvoda (könnyűszerkezetes épület)
- 1972–1973: Budapest, XIV. Ond vezér park 5. 24+6 tantermes általános iskola (könnyűszerkezetes épület)
- 1972 Summer house Mátyáshegy Villa Losonci
- 1972–1973: Budapest, IX. Ecseri út 5-7. Vendéglátóipari Szakmunkásképző Iskola.
- 1972–1976: Budapest, XV, Kavicsos köz 2-4. Újpalotai lakótelep Nyomda és Textilipari Szakmunkásképző Intézet (24+6 tantermes általános iskola terveinek felhasználásával)
- 1973: Budapest, III. San Marco utca 81. Óbudai Művelődési Központ. (volt Úttörő és Ifjúsági Ház)
- 1977: Budapest: Országos Hematológiai és Vértranszfúziós Intézet laboratórium
- 1978: Budapest, Széchenyi fürdő rekonstrukciója
- 1978: Budapest XII. Nárcisz utca (társasház)
- 1979: Budapest, Rákoskeresztúr bevásárlóközpont
- 1981: Sopron, Lövérek üdülőközpont
- 1981: Zsolna utcai diplomáciai rezidenciák
- 1982: Nyíregyháza. Repülőgép Múzeum
- 1984: Budapest, XII. Rácz Aladár út 36. családi ház
- 1985–1991: Sopron. Szent György utca és. Új utca. sarokbeépítés. Lakóház üzletekkel.[6]
- 1986: Budapest, XII. Csermely utca 4/a családi ház
- 1989–1991: Budapest saroképület az Ürömi és Bécsi út sarkán.
- 1991: Sopron. Agrobank székház
- 1992: Budapest II. Lóczy Lajos utca 7. (társasház)
- 1995: Budapest II. Endrődy Sándor utca 8. (lakó- és irodaház) – (Lesen gyümölcs-, szőlő-, bor- és szeszipari Rt.)

### 1994–2006. Orczy Fórum Városközpont
(Budapest, VIII. Baross utca 135.)
- 1994–1996: Orczy irodaház[7]
- 1996–1997: Orczy ház[8]
- 1998–1999: Baross irodaház[9]
- 2000–2001: Csobánc ház I.[10]
- 2002–2003: Csobánc ház II.[11]
- 2003–2004: Csobánc udvar[12]
- 2003–2004: Parkolóház
- 2004–2005: Csobánc torony[13]
- 2006: "Kokárda Katakomba kápolna"[14]
- 2005–2006. Baross utca 135.

Kévés György 1990 óta dolgozik a Józsefvárosban. Az Orczy Fórum terveiért nemzetközi elismerésben részesült. Eredetileg egy svájci cég kívánt szállodát építeni erre a területre, de csak az alapozásig jutottak el, pénzügyi nehézségek miatt. Az „előre menekülés” hozta létre az Orczy Fórum elképzelését. 1994 és 2006 között 2 irodaház, 6 lakóház, 1 parkolóház és 1 földbe süllyesztett kápolna épült fel.

### Publikációi, kötetei
- Poszt-modern építészet, Művészet, 1981/8.
- Mario Botta építészete, Művészet, 1982/11.
- Wilhelm Holzbauer és Gustav Peichl építészete (kat.), Budapest, 1983
- Poszt-modern klasszicizmus; szerk. Kévés György, Tarnai István, Wagner Péter; ford. Wagner Péter, Balázs Dénes; MÉSZ, Budapest, 1981 (A Magyar Építőművészek Szövetségének elméleti sorozata)
- Kévés György és építésztársai / György Kévés and partners; szerk. Kévés György, Kovács András, angolra ford. Czelnai Éva; Építészet és Művészet Kévés Stúdió Galéria, Budapest, 2000 (Építészet és művészet)
- Építészet és Művészet (2001, Kévés és építésztársai Rt.)
- Egy távolba tekintő építész. Kévés Györggyel beszélget Dvorszky Hedvig; Kairosz, Budapest, 2010 (Magyarnak lenni)
- Építészet, művészet, társadalom. Balogh Balázs, Filippinyi Éva, Kovács Anita, Kondor Katalin, Kovács Dániel, Medveczky Attila, Pintér Edina beszélgetései Kévés György építésszel; vál., szerk. Kévés György; Építészet és Művészet, Budapest, 2012 (Hungarikumok)
- Fénykor és zuhanás; szerk. Kévés György; ÉMKE–Építészet és Művészet Kévés Stúdió Galéria, Budapest, 2018 (ÉMKE füzetek)
- Építészet. Modernitás 100 esztendeje Le Corbusietől – Calatraváig. 1919-től 2019-ig a hányatott magyar sors; szerk. Kévés György; ÉMKE–Építészet és Művészet Kévés Stúdió Galéria, Budapest, 2019 (ÉMKE füzetek)
- Építés – bontás. Történelem építészet – építészek történészek. Történelem hamisítók és építmények bontott torzói; szerk. Kévés György; ÉMKE–Építészet és Művészet Kévés Stúdió Galéria, Budapest, 2019 (ÉMKE füzetek)
- Magánépítészek. Kommunizmusban Budán, Pesten kapitalizmusban; szerk. Kévés György; ÉMKE–Építészet és Művészet Kévés Stúdió Galéria, Budapest, 2019 (ÉMKE füzetek)
- Derűre – ború. Új gazdasági mechanizmus rövid életű építészete. 1964, 1968, 1974 / Short lived architecture of new economic mechanism; szerk. Kévés György; ÉMKE–Építészet és Művészet Kévés Stúdió Galéria, Budapest, 2019 (ÉMKE füzetek)
- Magyar építészet. A kommunizmusból kapitalizmusba és vissza; Építészet és Művészet Kévés Stúdió Galéria, Budapest, 2020
- Építészet. Új brutalizmus. Új gazdasági mechanizmus, 1970. Mátyáshegyi nyaraló Budán; Építészet és Művészet Kévés Stúdió Galéria, Budapest, 2021
- Építészet. Érkezés a 21. századba. Új brutalizmusból az új modernitásba. Passaic Hilton Hotel New Jersey; szerk. Kévés György; Építészet és Művészet Kévés Stúdió Galéria, Budapest, 2021
- Építészet. Új brutalizmus. Új gazdasági mechanizmus, 1968. Teraszházak Budán; Építészet és Művészet Kévés Stúdió Galéria, Budapest, 2021
- Kévés György–Tokár György: Építészet. Új brutalizmus. Új gazdasági mechanizmus, 1969. Esztergom, Kultúrház-étterem; Építészet és Művészet Kévés Stúdió Galéria, Budapest, 2021
- A "Maszek" 1960–1990. Nemzetőrből magánépítész a kommunizmusban; Építészet és Művészet Kévés Stúdió Galéria, Budapest, 2022
- Magánépítész, 1990–2020. Államkapitalizmusból kaszinókapitalizmusba; Építészet és Művészet Kévés Stúdió Galéria, Budapest, 2022
- Kévés György–Földvári Éva: Feudálkapitalizmusból államkapitalizmusba a kaszinó kapitalizmusig. Építészet, 1960–2020; Építészet és Művészet Kévés Stúdió Galéria, Budapest, 2023
- Építészet. Építészetünk modernitása, 1804–2004. 200 év. Ipari forradalom, feudálkapitalizmus, kaszinó kapitalizmus; szerk. Kévés György; Építészet és Művészet Kévés Stúdió Galéria, Budapest, 2023

### Egyéni kiállításai
- 1982. Építészeti munkák, Sopron (kat.)
- 1983. Washington University, School of Architecture, St. Louis, Missouri (kat.)
- 1990. Columbia University, New York
- 1991. Washington University, St. Louis, Missouri
- 2016. Építészet Művészet Történelem

### Részvétele csoportos kiállításokon (válogatás)
- 1973. Triennale di Milánó.

### A Kévés Stúdió Galéria
Még javában épült az Orczy Fórum, amikor 1999. szeptember 30-án megnyílt a Kévés Stúdió Galéria. A galéria lelke, megálmodója, motorja Kévés György és alkotótársai: Földvári Éva és Kovács András, akik egyben az Orczy Fórum Városközpont tervezői, a finanszírozás szervezői, fővállalkozói és generálkivitelezői.
Tíz esztendeje működik az Orczy téri helyiség kiállító termeként. Szellemisége, és elődje, a "Józsefvárosi Galéria". Elsősorban a művészetek, az esztétikum ügyét szolgája. Az elmúlt tíz év alatt több mint 40 kiállítást rendeztek.[forrás?]

## Képgaléria

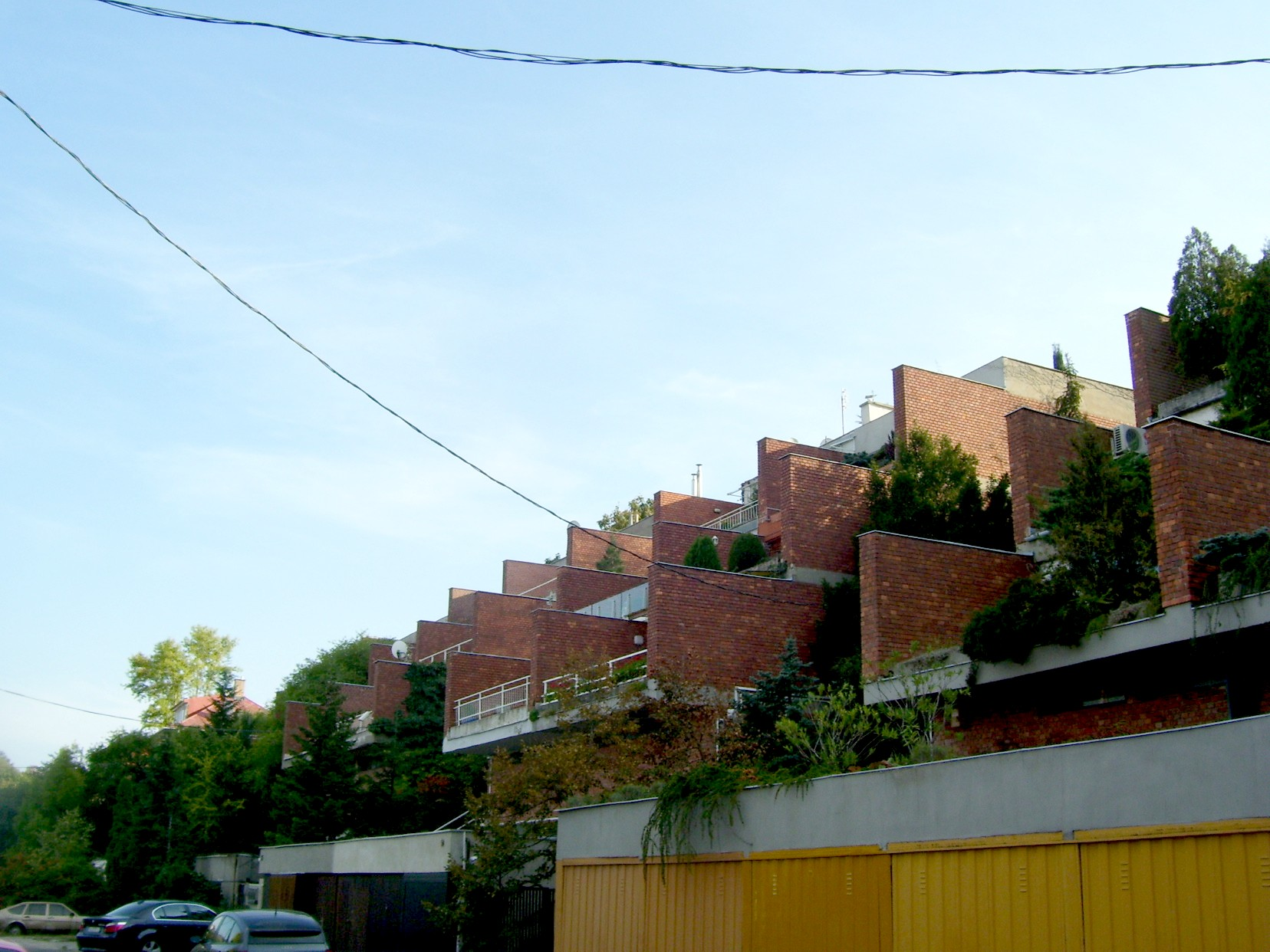
Budapest XI. Meredek utca 52-56. teraszházak, 1966-1968
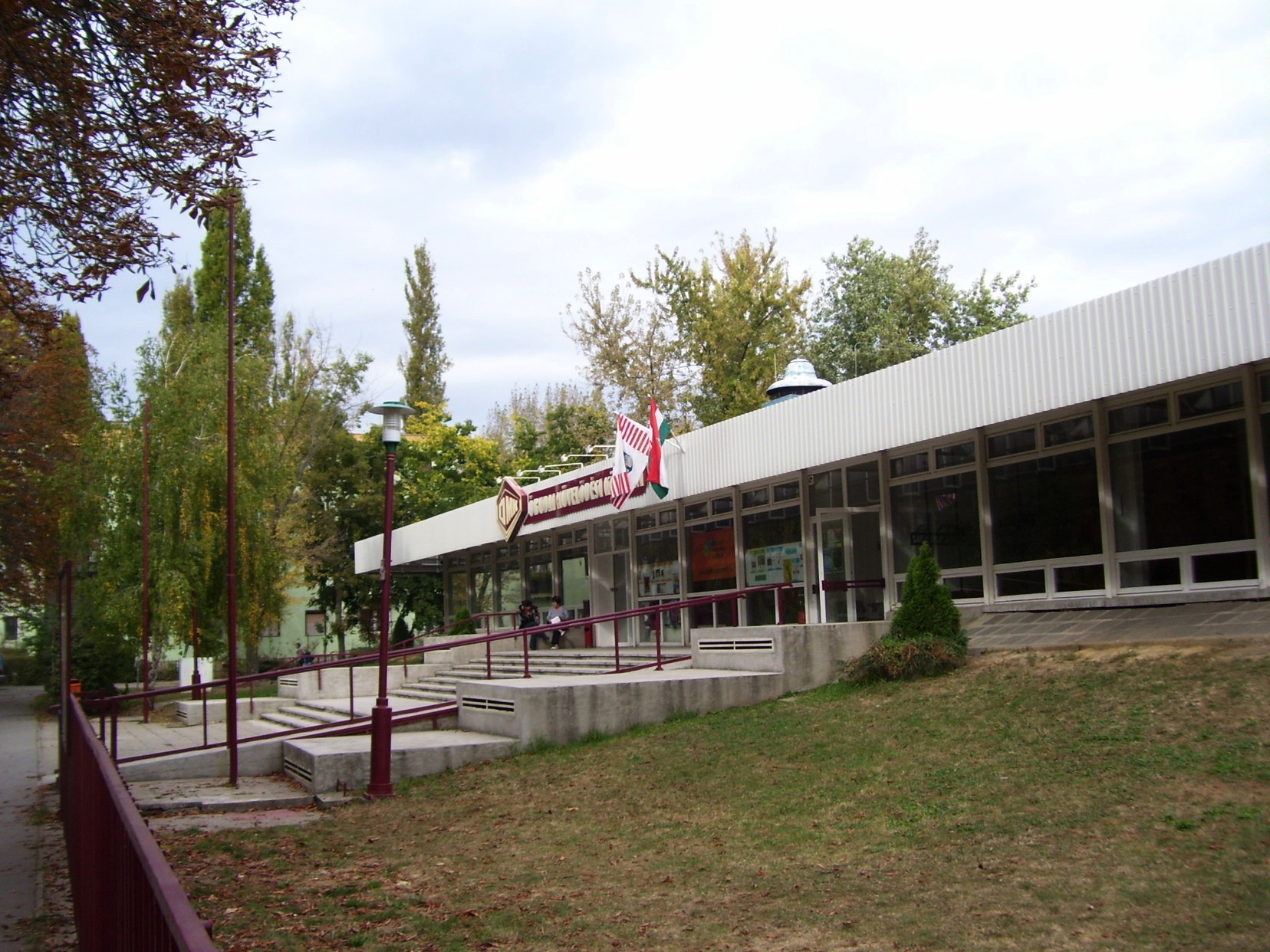
Óbudai Művelődési Központ, 1973
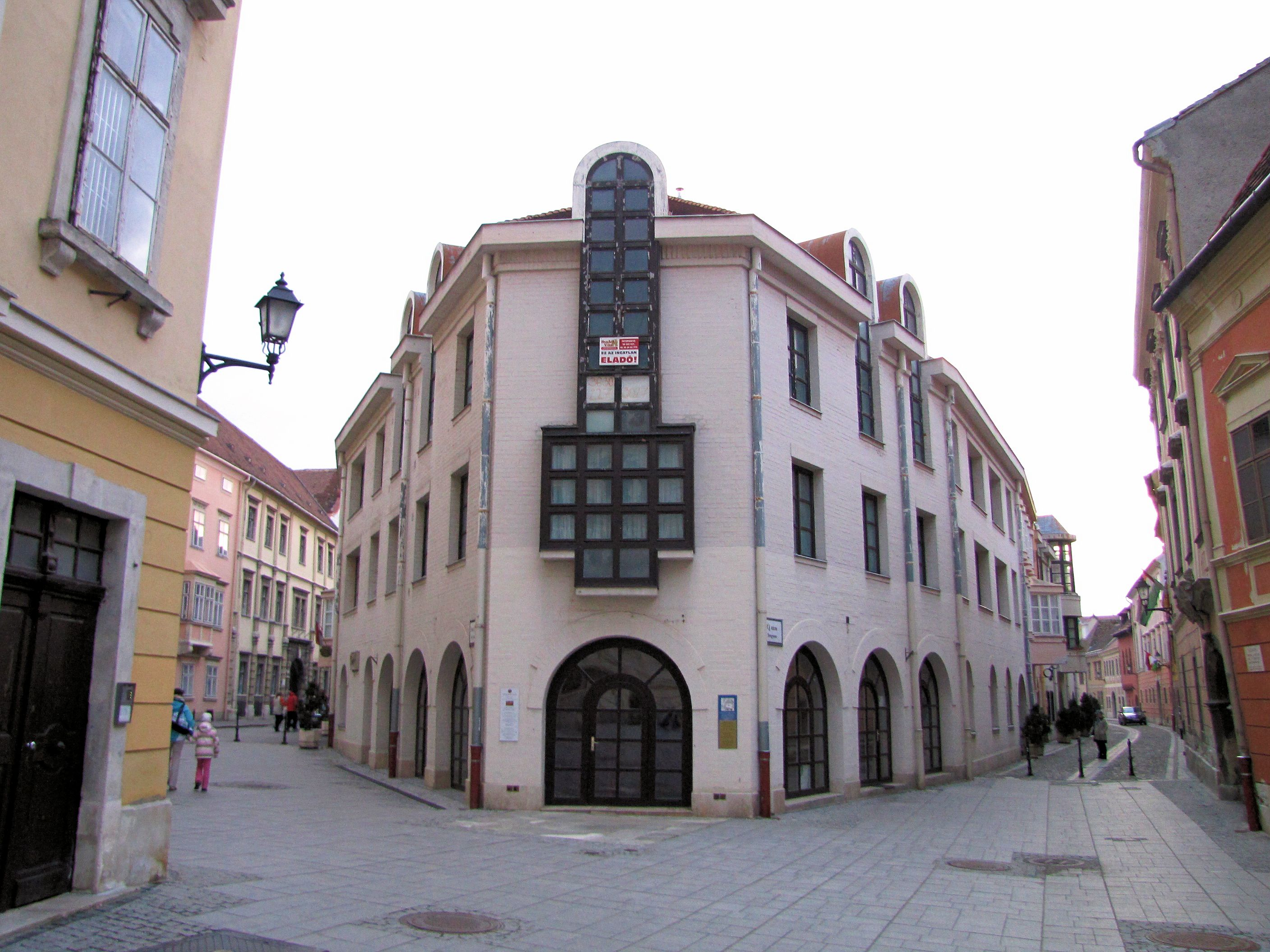
Soproni lakóházak 1985–1991
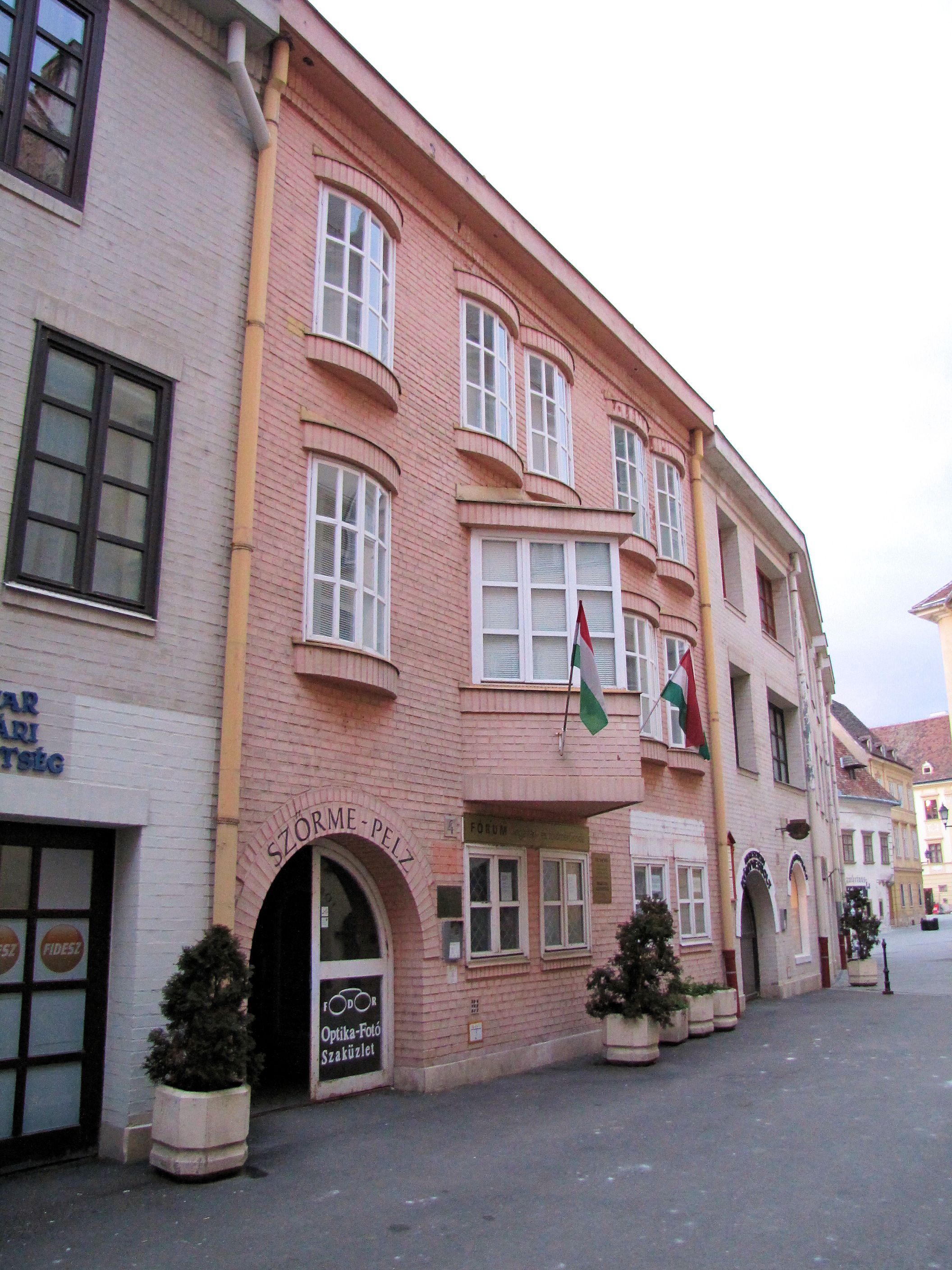
Soproni lakóházak, 1985–1991
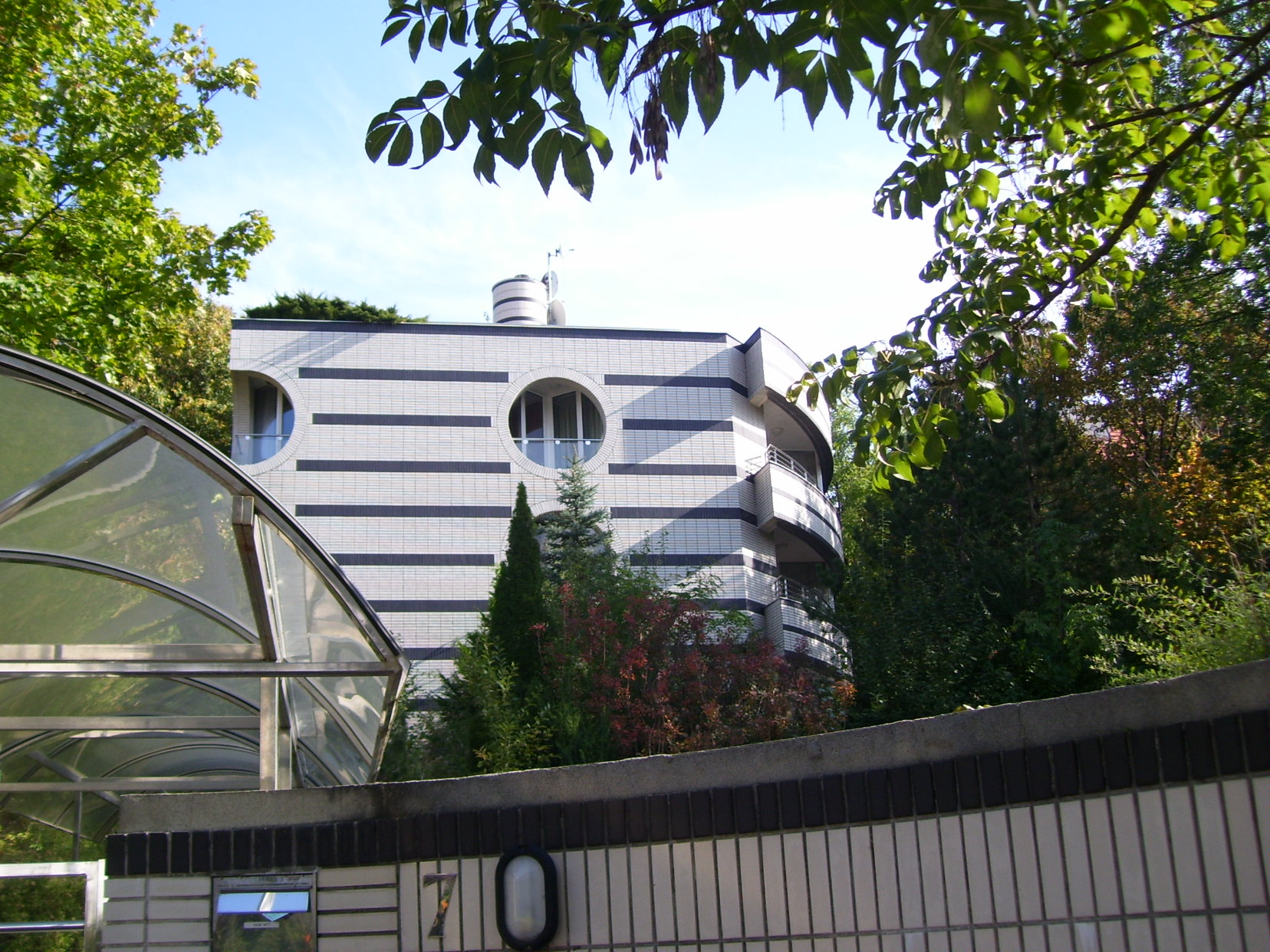
Budapest II., Lóczy Lajos utca 7 lakóház bejárat
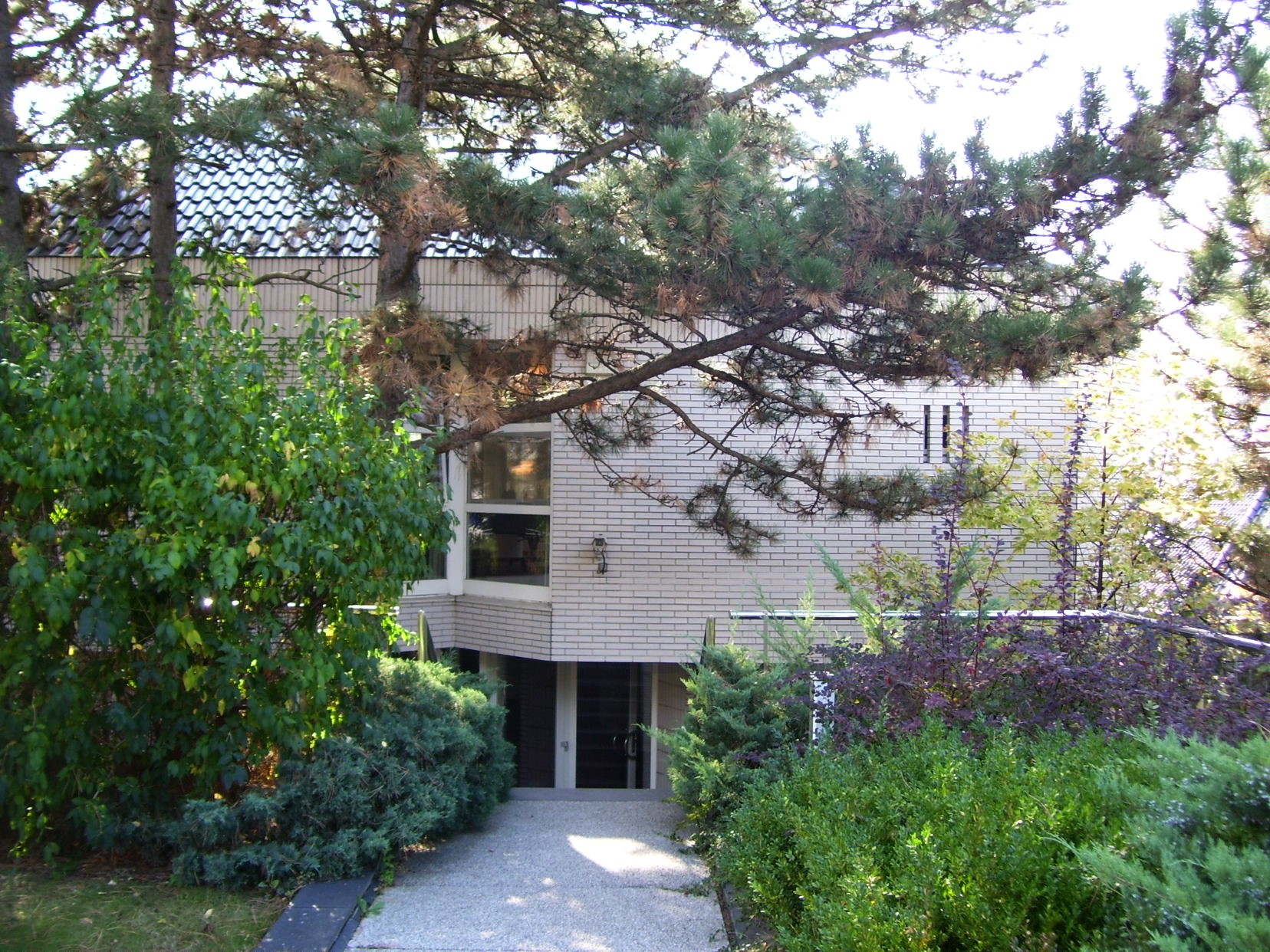
Budapest II., Endrődy Sándor utca 8. lakó- és irodaház utcai homlokzat 1995